# 어텐션 플리즈
《어텐션 플리즈》(일본어: アテンションプリーズ)는 2006년 4월 18일부터 6월 27일까지 후지 TV에서 방영된 텔레비전 드라마이다.
모두 11화로 구성되어 있으며 2007년과 2008년에 SP 시리즈로 하와이편과 시드니편을 방송한 적이 있다.

## 등장인물
- 미사키 요코 - 우에토 아야
- 나카하라 쇼타 - 니시키도 료
- 와카무라 야요이 - 아이부 사키
- 세키야마 유키 - 오쓰카 치히로
- 아소 카오루 - 후에키 유코
- 와타나베 마코토 - 고이치 만타로
- 츠츠미 슌스케 - 고이즈미 고타로
- 사쿠라다 신야 - 고히나타 후미요
- 미카미 타마키 - 마야 미키
- 무라야마 미즈호 - 마노 유코
- 기노시타 아사미 - 나나세 나쓰미

## 주제가
- 기무라 카에라 〈Oh Pretty Woman〉 (원곡: 로이 오비슨)